# Die philosophische Hintertreppe
Die philosophische Hintertreppe (Untertitel: Von Alltag und Tiefsinn großer Denker) ist ein populärwissenschaftliches Buch des Philosophen Wilhelm Weischedel aus dem Jahr 1966, in dem er in kurzen Beiträgen 34 Philosophen der westlichen Weltgeschichte porträtiert.

## Inhalt
Weischedel möchte mit seinem Buch keinen akademischen Zugang zu den ausgewählten Philosophen geben, sondern einen populären. Wie er im Prolog schreibt: „Die Hintertreppe ist nicht der übliche Zugang zu einer Wohnung. Sie ist nicht hell und geputzt und feierlich wie die Vordertreppe. Sie ist nüchtern und kahl und manchmal ein wenig vernachlässigt. […] Und doch gelangt man auch über die Hintertreppe zum gleichen Ziel, […] zu den Leuten, die oben wohnen.“ In jeweils knapp zehnseitigen Beiträgen beschreibt Wilhelm Weischedel Leben und Werk von 34 Philosophen, von Thales bis Wittgenstein. Jedem Kapitel wird ein einzeiliges Motto vorausgestellt, in dem Weischedel die Person kurz charakterisiert. Von „Thales oder Die Geburt der Philosophie“ bis „Wittgenstein oder Der Untergang der Philosophie“ geschieht die Beschreibung der Philosophen zwar fachlich korrekt, aber allgemeinverständlich, anekdotisch und humorvoll.

## Kapitel
Das Buch besteht aus einem Prolog, 32 Kapiteln über einzelne Philosophen (zweimal ein Pärchen) und einem Epilog.
| Prolog oder Die zwei Zugänge zur Philosophie                   |
| Thales oder Die Geburt der Philosophie                         |
| Parmenides und Heraklit oder Die gegensätzlichen Zwillinge     |
| Sokrates oder Das Ärgernis des Fragens                         |
| Platon oder Die philosophische Liebe                           |
| Aristoteles oder Der Philosoph als Mann von Welt               |
| Epikur und Zenon oder Pflichtloses Glück und glücklose Pflicht |
| Plotin oder Die Gesichte des Entrückten                        |
| Augustinus oder Die Dienlichkeit der Sünde                     |
| Anselm oder Der bewiesene Gott                                 |
| Thomas oder Der getaufte Verstand                              |
| Eckhart oder Gott als Nichtgott                                |

| Nicolaus oder Der Nomenklator Gottes            |
| Descartes oder Der Philosoph hinter der Maske   |
| Pascal oder Die gekreuzigte Vernunft            |
| Spinoza oder Der Boykott der Wahrheit           |
| Leibniz oder Das Puzzlespiel der Monaden        |
| Voltaire oder Die Vernunft in der Klemme        |
| Rousseau oder Der unglückliche Gefühlsdenker    |
| Hume oder Der skeptische Schiffsbruch           |
| Kant oder Die Pünktlichkeit des Denkens         |
| Fichte oder Die Rebellion der Freiheit          |
| Schelling oder Die Verliebtheit in das Absolute |
| Hegel oder Der Weltgeist in Person              |

| Schopenhauer oder Der böse Blick                 |
| Kierkegaard oder Der Spion Gottes                |
| Feuerbach oder Der Mensch als Schöpfer Gottes    |
| Marx oder Die Revolte der Wirklichkeit           |
| Nietzsche oder Macht und Ohnmacht des Nihilismus |
| Jaspers oder Die Fruchtbarkeit des Scheiterns    |
| Heidegger oder Die Sage vom Sein                 |
| Russell oder Die Philosophie als Protest         |
| Wittgenstein oder Der Untergang der Philosophie  |
| Epilog oder Aufstieg und Abstieg                 |

## Rezeption
- Der Spiegel schrieb 1966: „Der Berliner Ordinarius für Philosophie an der Freien Universität, Wilhelm Weischedel, machte die überraschende Entdeckung, daß der Weg zum Verständnis großer Philosophen einfacher und direkter über die Hintertreppe durch Küche und Schlafzimmer führe als durch dickleibige Folianten oder über gescheite Interpretationen ihrer Werke.“[2]
- Ingeborg Gollwitzer schreibt auf literaturkurier.net: „Weischedel hat eine ganz wunderbare Art und Weise zu erzählen: Bei aller wissenschaftlichen Genauigkeit breitet er fast behaglich, aber dennoch spannend Leben und Wirken großer Philosophen vor uns aus.“ Weiter: „Man kann das Buch einfach von stur [sic!] von vor [sic!] nach hinten durchlesen. Man kann es auch auch zu jenen Bücher [sic!] stellen, die man griffbereit hat, wenn man einmal etwa nicht schlafen kann, oder wenn man etwas Bestimmtes nachlesen möchte […] Muss ich nochmals sagen, dass dies ein Must-Have-Buch ist?“[3]
- Konstantin J. Sakkas schrieb in der Zeit: „Die philosophische Hintertreppe – schon der Titel berechtigt zu großen Hoffnungen – der Autor wird sie nicht enttäuschen. Mit seiner Einführung in Leben und Denken 34 großer Philosophen ist Wilhelm Weischedel (1905 bis 1975) ein kleines Meisterwerk gelungen. Flüssig und verständlich geschrieben, ermöglicht der Band einen angenehmen, doch nicht oberflächlichen Einstieg in die abendländische Philosophie.“[4]
- „Man hat hier als Leser das gute Gefühl, direkten Zugang zum Werk zu bekommen“, erläuterte Helmut E. Lück im Vorwort zu seinem Buch Die psychologische Hintertreppe. Die bedeutenden Psychologinnen und Psychologen in Leben und Werk (Herder, Freiburg im Breisgau, 2016) die Qualität von Weischedels Buch, das ihm, Lück, „eine Anregung“ gewesen sei.[5]
- Wolfgang Steinbeck persifliert den Titel in seiner Buchbesprechung Kant Brevier von Wilhelm Weisdiedel, indem er den Titel von Weischedels Buch, der ja auch Herausgeber der maßgebenden Kantausgabe ist, augenzwinkernd heranzieht.[6]
- In der Besprechung des Buches Philosophen wie wir. Große Denker menschlich betrachtet (Originaltitel Philosophers Behaving Badly) von Nigel Rodgers und Mel Thompson zitieren Gerd H. Hövelmann und Franz Siepe „die philosophische Hintertreppe“ als gutes Beispiel zur Beschreibung großer Philosophen, im Gegensatz zum Verriss des besprochenen Buches.[7]
- Johannes Rohbeck empfiehlt in seinem Artikel Philosophiegeschichte als didaktische Herausforderung die Philosophische Hintertreppe als ergänzende Literatur, wenn man sich mit einem Philosophen oder einer philosophischen Theorie beschäftigt. „Der Lehrende sollte sich nicht davor scheuen, die Entstehungsgeschichte einer philosophischen Theorie auch einmal zu erzählen oder auf entsprechende Darstellungen zurückzugreifen, ohne damit die unverzichtbare theoretische Arbeit ersetzen zu wollen (z. B. Weischedels: Die philosophische Hintertreppe).“[8]

## Ausgaben
- Hardcover: Die philosophische Hintertreppe. 34 große Philosophen in Alltag und Denken. nymphenburger in der F.A. Herbig Verlagsbuchhandlung GmbH, München 1996, ISBN 3-485-00863-X.
- Hardcover: Die philosophische Hintertreppe. 32 große Philosophen in Alltag und Denken. Langen Müller Verlag, München 2023, ISBN 978-3-7844-3688-3.
- Taschenbuch: Die philosophische Hintertreppe. Die großen Philosophen in Alltag und Denken. dtv, München 1992, ISBN 3-423-30020-5.
- E-Book: Die philosophische Hintertreppe. Deutscher Taschenbuch Verlag, München 2014, ISBN 978-3-423-42400-4.
- Hörbuch: Die philosophische Hintertreppe. 6 CDs, gelesen von Jo Brauner. Langen Müller Audio, München 2010, ISBN 978-3-7844-4216-7.

Neben der deutschen Ausgabe gibt es Übersetzungen ins Chinesische, Dänische, Niederländische, Norwegische, Rumänische, Serbische, Slowakische, Spanische, Tschechische und Türkische.